# Лос-Вільярес-де-Сорія
Лос-Вільярес-де-Сорія (ісп. Los Villares de Soria) — муніципалітет в Іспанії, у складі автономної спільноти Кастилія-і-Леон, у провінції Сорія. Населення — 103 особи (2010).
Муніципалітет розташований на відстані близько 200 км на північний схід від Мадрида, 14 км на північний схід від Сорії.
На території муніципалітету розташовані такі населені пункти: (дані про населення за 2010 рік)
- Пінілья-де-Карадуенья: 14 осіб
- Ла-Рубія: 24 особи
- Лос-Вільярес-де-Сорія: 65 осіб

## Демографія
Динаміка населення (INE ):